# Brandanschlag von Solingen (1993)
Koordinaten: 51° 11′ 2,8″ N, 7° 5′ 23,6″ O

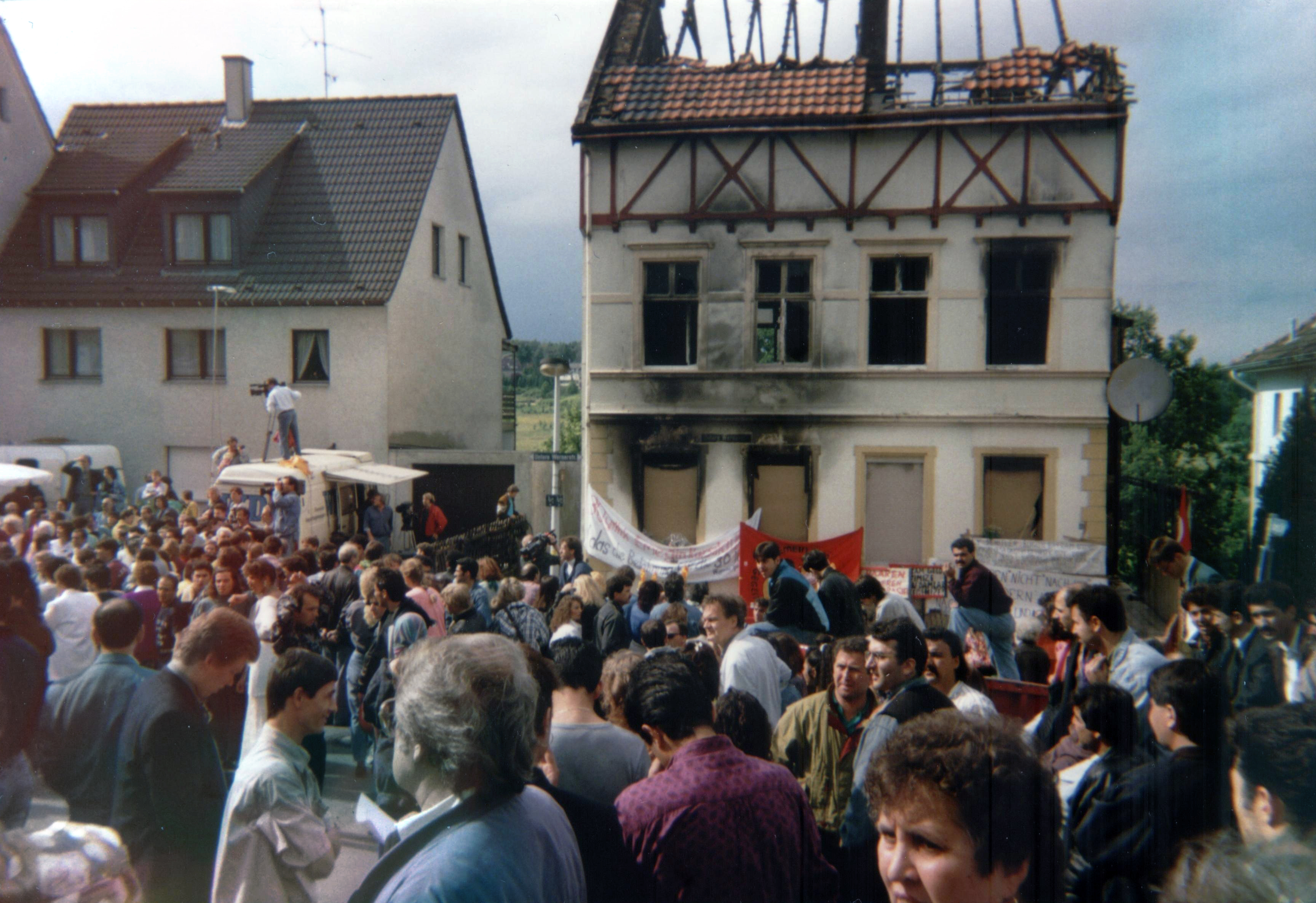
Gemeinsame Demonstration von Deutschen und Türken am Tatort im Juni 1993

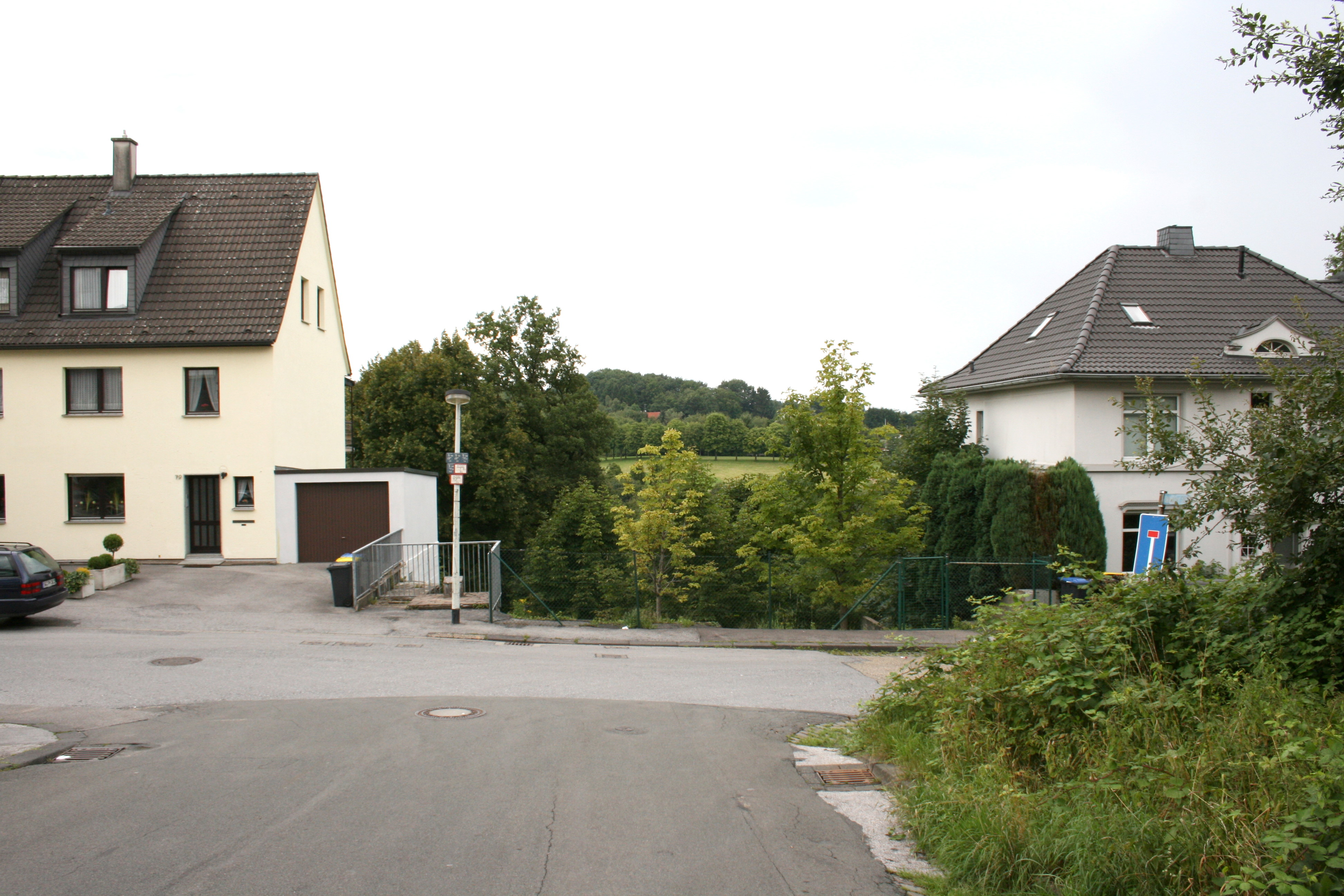
Untere Wernerstraße 81, Kastanien wachsen an der Stelle des abgebrannten Hauses

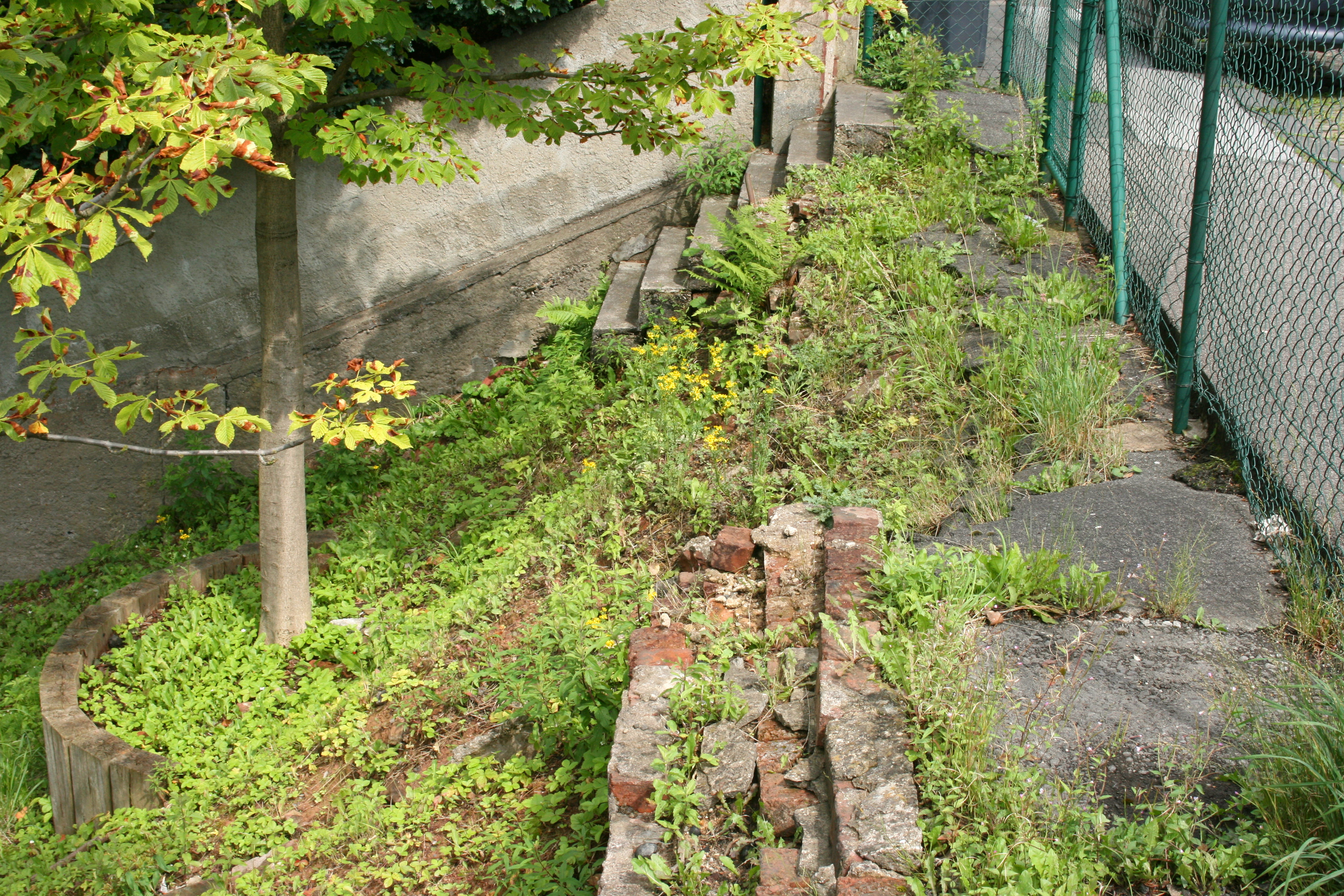
Spuren der Brandruine hinter dem Zaun

Der Brandanschlag von Solingen war ein im nordrhein-westfälischen Solingen verübtes Verbrechen, dem am frühen Morgen des 29. Mai 1993 fünf Menschen zum Opfer fielen. Die Tat hatte einen rechtsextremen Hintergrund.

## Historischer Kontext
Einige Monate nach der ersten Begeisterung über die deutsche Wiedervereinigung 1990 begann im Sommer 1991 eine mehrjährige „Pogromstimmung“ in Teilen der deutschen Bevölkerung, die sich in einer Welle rassistischer und ausländerfeindlicher gewaltsamer Ausschreitungen insbesondere gegen Asylbewerber äußerte (siehe dazu Asyldebatte bzw. Liste flüchtlingsfeindlicher Angriffe in Deutschland 1990 bis 2013). Angefangen mit den Ausschreitungen von Hoyerswerda und in Rostock-Lichtenhagen, bei denen es nur durch Zufall nicht zu Todesopfern gekommen war, verübten Nachahmungstäter auch im westlichen Bundesgebiet weitere Anschläge, die mehrere Todesopfer forderten. 1992 kamen bei dem rechtsextrem motivierten Mordanschlag von Mölln zwei Mädchen und ihre Großmutter ums Leben.

## Tathergang des Mordanschlags
Laut dem Geständnis eines der vier Tatverdächtigen, das dieser später im Prozess jedoch widerrief, fand am Freitag, dem 28. Mai 1993, ein Polterabend in einem Solinger Kleingartenvereinsheim statt. Im Laufe des Abends waren drei Tatverdächtige so angetrunken, dass sie die Festgesellschaft störten und vom Vereinswirt und zwei anwesenden jugoslawischen Bürgern (von den Tätern fälschlicherweise für Türken gehalten) des Vereinsheims verwiesen wurden. Die drei Tatverdächtigen begegneten kurz darauf dem vierten (16-jährigen) Tatverdächtigen und planten die Tat. Die vier Personen beschafften sich danach Benzin und drangen in den Hausflur der Familie Genç ein. Dort übergossen sie eine Truhe mit Benzin, formten eine Zeitung zu einer Fackel und zündeten den Brandsatz an.
In dem Zweifamilienhaus der Familie Genç in Solingen-Mitte, das von Bürgern türkischer Abstammung bewohnt war, erlitten 17 Menschen zum Teil bleibende Verletzungen. Fünf Menschen kamen ums Leben:
- Gürsün İnce (* 4. Oktober 1965)
- Hatice Genç (* 20. November 1974)
- Gülüstan Öztürk (* 14. April 1981)
- Hülya Genç (* 12. Februar 1984)
- Saime Genç (* 12. August 1988)[4]

Gürsün İnce und ihre Nichte Saime Genç erlagen ihren Verletzungen nach einem Sprung aus dem Fenster. Ein sechs Monate alter Säugling, ein dreijähriges Kind und der 15 Jahre alte Bekir Genç wurden mit lebensgefährlichen Verletzungen ins Krankenhaus gebracht. Er erlitt schwerste Verbrennungen und unterzog sich seit dem Anschlag insgesamt 30 Operationen und Hauttransplantationen. 14 weitere Familienmitglieder erlitten zum Teil lebensgefährliche Verletzungen.
Die fünf Opfer des Brandanschlags wurden nahe Taşova in der Türkei beigesetzt. An der Trauerfeier nahmen zahlreiche türkische Regierungsmitglieder teil sowie Bundesaußenminister Klaus Kinkel als Vertreter der Bundesrepublik Deutschland. Wie schon beim Mordanschlag von Mölln, bei dem Bundeskanzler Helmut Kohl nicht an der Trauerfeier teilnahm und sein Regierungssprecher Dieter Vogel sagte, die Bundesregierung wolle nicht in einen „Beileidstourismus“ verfallen, weigerte sich Kohl auch nach dem Anschlag von Solingen, an der Trauerfeier teilzunehmen.

## Ermittlungen
Die Polizei und Beamte der Sonderkommission SOLE des Bundeskriminalamtes, ansässig beim Polizeipräsidium Wuppertal, nahmen am 4. Juni 1993 drei junge Männer bzw. Jugendliche im Alter zwischen 16 und 23 Jahren aus der Solinger Neonazi-Szene aufgrund eines vorläufigen Haftbefehls wegen Mordes und schwerer Brandstiftung fest. Die Tatverdächtigen wurden zum Bundesgerichtshof nach Karlsruhe geflogen. Zwei Ermittlungsrichter der Bundesanwaltschaft führten im Beisein von Vertretern des Bundeskriminalamtes die Vernehmungen. Auch der vierte Tatverdächtige wurde nach den ersten Festnahmen ermittelt.
Am 5. Juni 1993 hatten die Ermittlungsbehörden nach rund zehnstündigen Vernehmungen die Tat größtenteils aufgeklärt. Zwei der festgenommenen Männer entsprachen dem gängigen Täterbild: Jugendliche mit zerrüttetem Elternhaus, frühzeitig gewaltauffällig, der rechtsextremen Szene zugehörig. Die beiden anderen Tatverdächtigen passten indes nicht ins übliche Raster. Einer wuchs in einer Solinger Handwerkerfamilie auf, der vierte entstammte einer Arztfamilie. Diese beiden bestreiten bis heute vehement, etwas mit dem Anschlag zu tun gehabt zu haben.
Die Ermittlungsbehörden machten allerdings auch Fehler: So wurden Gesprächsprotokolle nicht geführt, Brandschutt nicht gesichert und Fingerabdrücke nicht genommen. Dennoch sprach Generalbundesanwalt Alexander von Stahl von „erstklassiger kriminalistischer Arbeit“.

## Urteile
Der sechste Strafsenat des Oberlandesgerichts Düsseldorf verurteilte den 24-jährigen Markus Gartmann (er gestand die Tat, widerrief jedoch später sein Geständnis; er war zum Tatzeitpunkt 23 Jahre alt) wegen fünffachen Mordes, 14-fachen Mordversuches und besonders schwerer Brandstiftung zu 15 Jahren Freiheitsstrafe. Der 18-jährige Felix Köhnen (zum Tatzeitpunkt 16 Jahre alt), der 19-jährige Christian Reher (zum Tatzeitpunkt ebenfalls 16 Jahre alt) und der 22-jährige Christian Buchholz (zum Tatzeitpunkt 20 Jahre alt) wurden zur höchsten Jugendstrafe von zehn Jahren verurteilt.
Nach Revisionen wurde das Urteil 1997 vom Bundesgerichtshof bestätigt. Das Landgericht Wuppertal verurteilte die vier Täter im Mai 2000 zur Zahlung von 250.000 Mark Schmerzensgeld an Bekir Genç. Das Urteil konnte jedoch damals noch nicht vollstreckt werden, da zwei Täter noch in Haft saßen. Christian Buchholz gab an, kein Geld zu haben, und Felix Köhnen war nicht erreichbar. Das Meldeamt verweigert einem Pressebericht von 2003 zufolge die Herausgabe der Anschrift mit der Begründung, dass der Haftentlassene eine schützenswerte Person sei.
Inzwischen sind alle vier aus der Haft entlassen worden, zwei von ihnen vorzeitig wegen guter Führung.
Am 25. Mai 2023, kurz vor dem 30-jährigen Jahrestag, brachen drei der Verurteilten, Felix Köhnen, Markus Gartmann und Christian Buchholz ihr Schweigen, beteuerten öffentlich ihre Unschuld und verurteilten die Tat.

## Reaktionen und Gedenken

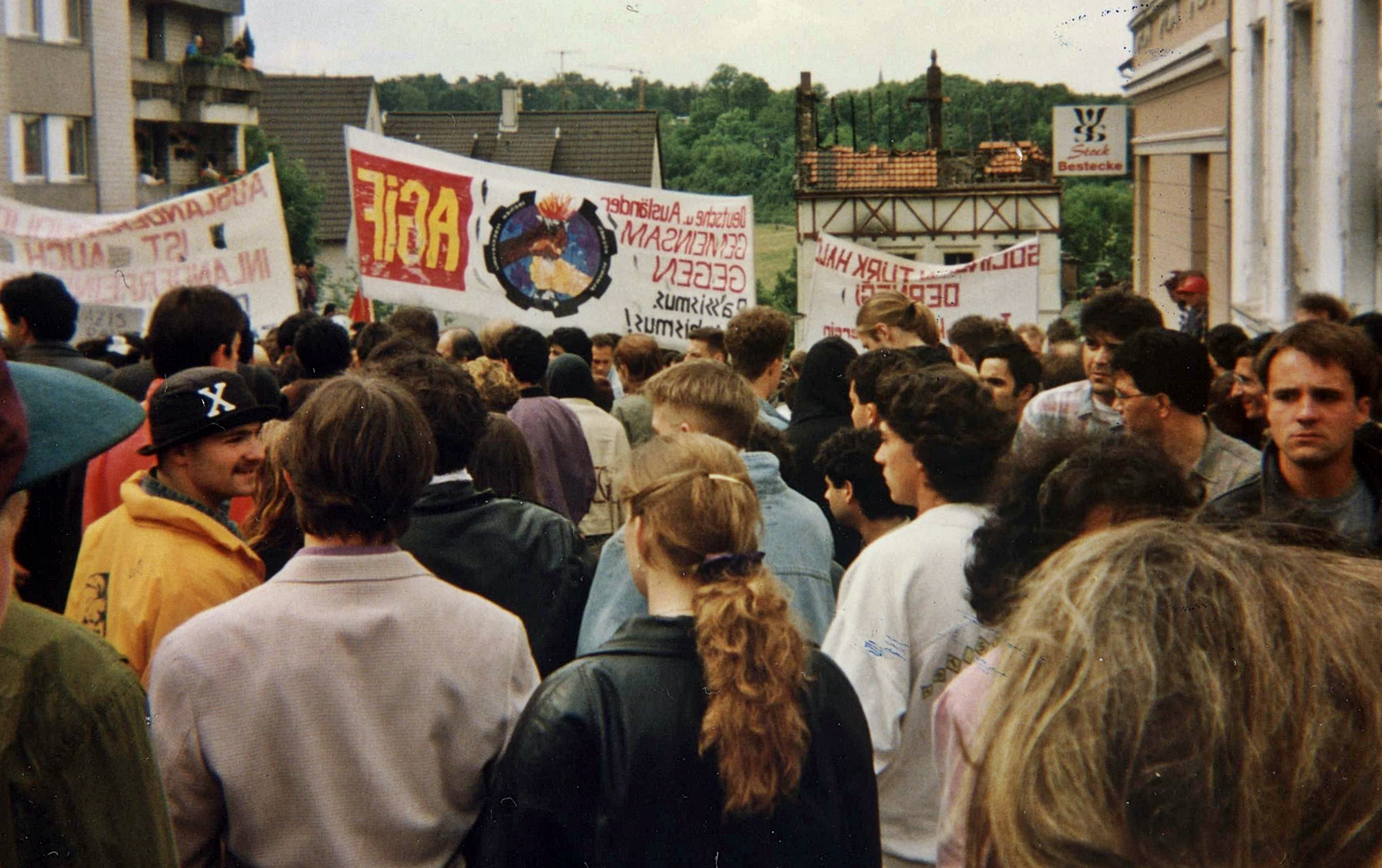
Spruchbänder auf der gemeinsamen Demonstration

Der Solinger Anschlag war 1993 der Tiefpunkt einer Welle fremdenfeindlicher, rassistischer Anschläge auf Menschen ausländischer Herkunft in Deutschland. Erst drei Tage vorher hatte der Bundestag am 26. Mai 1993 das deutsche Asylrecht verschärft und die Drittstaatenregelung eingeführt.
Der Anschlag löste heftige Reaktionen aus. Am Abend des 30. Mai 1993 demonstrierten erneut rund 3.000 überwiegend nationalistisch eingestellte türkische Migranten in der Innenstadt von Solingen und zerstörten mehrere Fenster von Geschäften und Autos. Die Polizeikräfte wurden durch Beamte des Bundesgrenzschutzes (BGS) und der GSG 9 verstärkt. 62 Demonstranten wurden kurzzeitig festgenommen. Am 5. Juni 1993 zog eine angemeldete Demonstration in Solingen erneut gewaltsame Ausschreitungen nach sich. Aus Angst vor Krawallen kamen statt der von dem Veranstalter geplanten 50.000 Demonstranten nur etwa 12.000. Bereits zu Beginn flogen Steine in die Menge, und rivalisierende türkische Gruppen und deutsche Autonome gerieten aneinander. Offenbar wurden die Auseinandersetzungen aus dem Umfeld der rechtsextremen Grauen Wölfe angestachelt.
Bei diesen Ausschreitungen gerieten nationalistische türkischstämmige und linksorientierte kurdischstämmige Migranten aneinander, und es kam zu Auseinandersetzungen zwischen diesen beiden Gruppierungen und der Polizei. Auch deutsche Autonome waren an den Krawallen beteiligt. Vier Beteiligte und 15 Polizisten wurden verletzt. Es entstand Sachschaden im Wert mehrerer Millionen D-Mark. Auch in anderen Städten, beispielsweise in Bremen und Hamburg, kam es zu Krawallen. Auf dem Veranstaltungspodium sprach u. a. Ulle Huth vom Verein Solinger Künstler.
Für die Angehörigen der Opfer haben die Ford-Werke in Köln am 1. Juni 1993 insgesamt 100.000 DM und am 2. Juni der Bertelsmann-Konzern eine Million DM an Spenden zur Verfügung gestellt und den Betrag der nordrhein-westfälischen Landesregierung unter Johannes Rau treuhänderisch übergeben.
Konstantin Wecker veröffentlichte 1993 die CD/Single Sage Nein!, deren Erlös für die Behandlung und Rekonvaleszenz der Schwerverletzten des Brandanschlages von Solingen verwendet wurde.

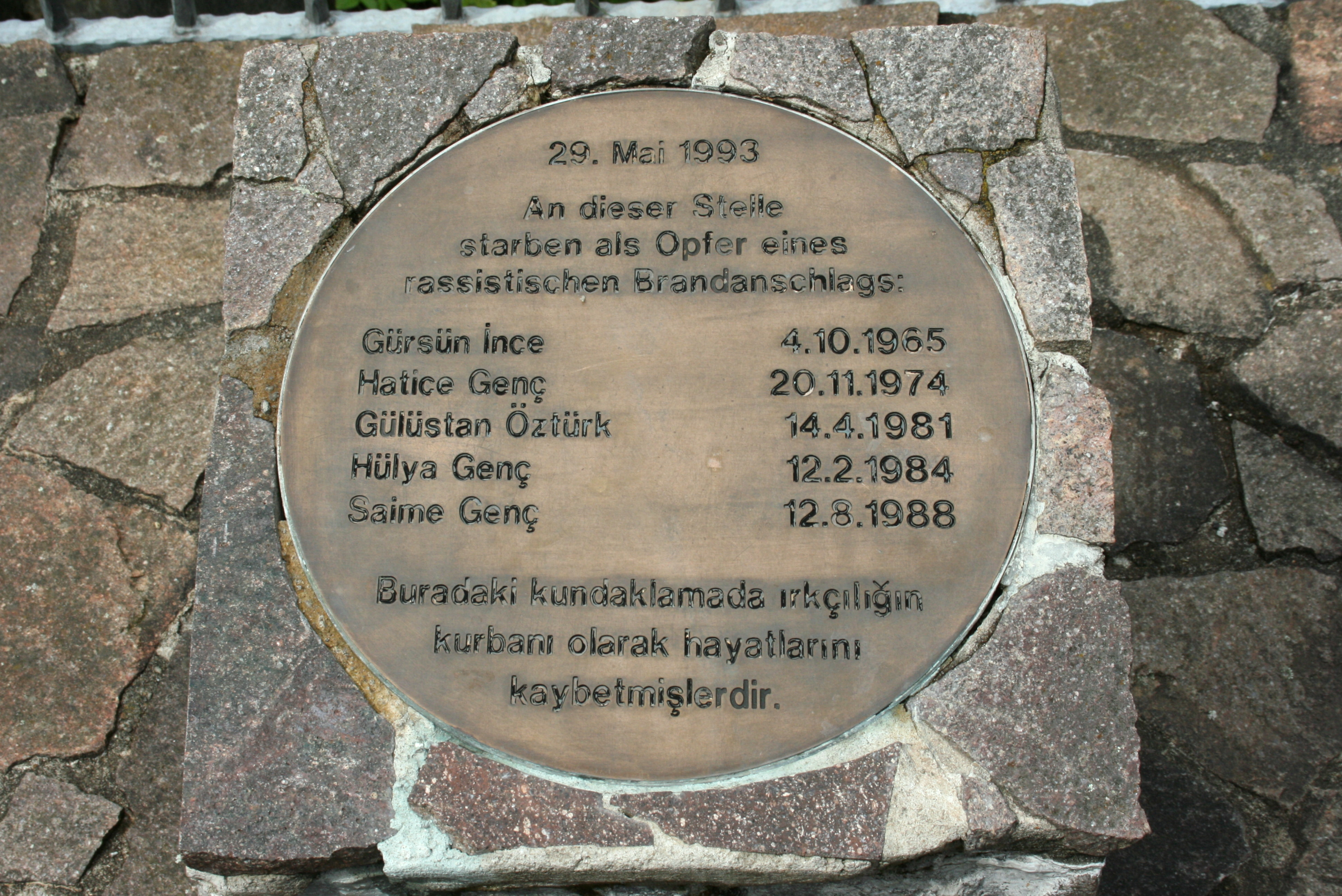
Gedenktafel für die Opfer

In der Unteren Wernerstraße Nr. 81 erinnern nur noch ein paar Kellerstufen an das Haus der Familie Genç. Ein grüner Drahtzaun steht davor, am linken Ende davon steht ein Gedenkstein mit der Inschrift „An dieser Stelle starben als Opfer eines rassistischen Brandanschlags Gürsün Ince, Hatice Genç, Gülüstan Öztürk, Hülya Genç und Saime Genç“. 1998 hat die Stadt gemeinsam mit dem Verein „SOS Rassismus“ Terrassen angelegt und darauf auf Wunsch der Familie Genç fünf junge Kastanien gepflanzt.

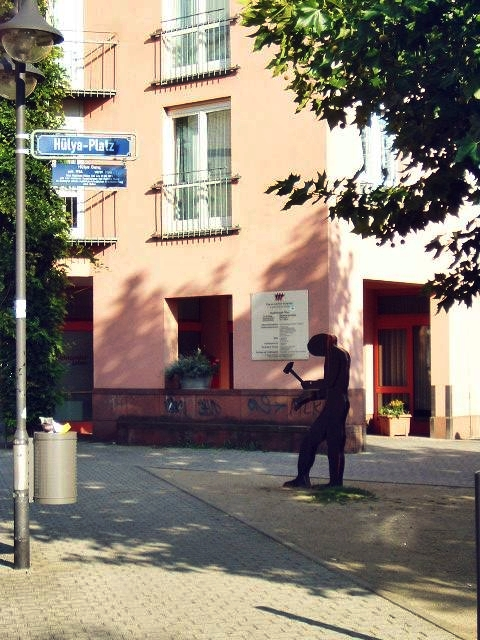
Hülya-Platz in Frankfurt am Main (2004)

In Frankfurt-Bockenheim wurde zum Gedenken an Hülya Genç und die anderen Opfer der kleine Platz zwischen Friesengasse und Kleiner Seestraße 1998 als Hülya-Platz benannt. Von einer Bürgerinitiative wurde auf diesem Platz eine mannshohe Nachbildung des Hammering Man aufgestellt, die hier auf ein Hakenkreuz einschlägt. Mittels einer Kurbel und einer Fahrradkette konnte man diese schlagende Bewegung selbst ausführen. Nach wiederholtem Vandalismus an dieser und einer Ersatzskulptur wird nun der Einbau von Gedenkplatten im Boden in Erwägung gezogen.
Im Frühjahr 1998 wurde in Erinnerung an Saime Genç im Bonner Stadtteil Dransdorf eine Straße am Ring des neu errichteten Gewerbeparks Bonn-West nach ihr benannt, der Saime-Genç-Ring. In der abgelegenen Straße wurde erst am 20. Jahrestag des Verbrechens mit einem Schild auf den Hintergrund zur Namensgebung hingewiesen. 2020 hinterfragte die Schweizer Regisseurin Güzin Kar mit dem preisgekrönten Kurzfilm Deine Strasse diese Art von Erinnerungskultur.

### Genç-Preis für friedliches Miteinander
Am 26. Mai 2008, kurz vor dem 15. Jahrestag des Anschlags, wurde im Solinger Theater und Konzerthaus im Rahmen einer Gedenkveranstaltung erstmals der mit 10.000 Euro dotierte Genç-Preis für friedliches Miteinander vergeben. Er wurde von der Türkisch-Deutschen Gesundheitsstiftung mit ihrem Gründer und Ideengeber Yaşar Bilgin gestiftet und sollte zukünftig alle zwei Jahre vergeben werden. Die ersten Preisträger waren der Kölner Oberbürgermeister Fritz Schramma und Kamil Kaplan. Schramma erhielt die Auszeichnung für seine Rolle als Vermittler im Streit um den Bau der Kölner Großmoschee. Kaplan verlor bei der Brandkatastrophe von Ludwigshafen im Februar 2008 mehrere Angehörige. Trotz des großen Verlusts habe er „viel beachtete Worte des Ausgleichs, der Besonnenheit, der Verständigung und Versöhnung gefunden, damit inmitten einer aufgeheizten Atmosphäre ein starkes Zeichen gesetzt und einen überaus positiven Einfluss auf die öffentliche Stimmungslage genommen“, heißt es in der Begründung der Jury.
Anlässlich des 20. Jahrestags wurde der Genç-Preis im Juni 2013 zum zweiten Mal verliehen. Preisträger waren Sebastian Edathy, der Vorsitzende des ersten NSU-Untersuchungsausschusses des Bundestages, sowie Tülin Özüdoğru, deren Vater Abdurrahim im Jahre 2001 zum Opfer der rechtsextremen Mordserie des NSU an Migranten wurde.

### Reaktionen im Ausland
Stimmen aus der türkischen Regierung verstärkten die Proteste türkeistämmiger Menschen in Deutschland. So riet der damalige Botschafter in Bonn, Onur Öymen, sich mit Feuerlöschern auszurüsten und die Türen zu verschließen, da weitere Gewalttaten drohen würden; Präsident Süleyman Demirel rief die Bundesregierung dazu auf, mehr für den Schutz von Ausländern zu tun. Eine Gruppe von Parlamentariern der israelischen Knesset warnte vor den gefährlichen Entwicklungen und forderte die Abgeordneten des Bundestages ebenfalls zu erhöhten Schutzmaßnahmen auf. Nach einem Aufruf eines niederländischen Radiosenders schickten Privatpersonen mehr als eine Million Postkarten mit der Aufschrift „Ik ben woedend!“ (Übersetzung: Ich bin wütend!) an Helmut Kohl. Die Aktion wurde in der Folge heftig in beiden Ländern diskutiert. Später wurde sie in den Niederlanden kritisch gesehen; sie sei aus einer Haltung der Selbstgerechtigkeit heraus erfolgt, kommentierte etwa die Zeitung De Volkskrant. Bundesaußenminister Kinkel erklärte, die Verbündeten würden beginnen, an Deutschland zu zweifeln; in der internationalen Presse verstärkte sich die bereits vorhandene Kritik an der Zuwanderungs- und Einbürgerungspolitik der Bundesregierung. Insbesondere das Festhalten am Ius sanguinis im deutschen Staatsbürgerschaftsrecht wurde in der angloamerikanischen Presse als unpassend für eine moderne, an Menschenrechten orientierte liberale Demokratie bezeichnet.

### Kampfschule Hak Pao und Rolle des Verfassungsschutzes
Im Jahr 1994 wurde durch Recherchen des Nachrichtenmagazins Der Spiegel bekannt, dass drei der vier Tatverdächtigen über Monate vor der Tat gemeinsam die Solinger Kampfschule „Hak Pao“ (zu dt.: schwarzer Panther) besucht hatten. Seit der Gründung im Jahr 1987 fungierte sie als Anlaufstelle für rechtsradikale Kampfsportler, da sich Eigentümer und Leiter Bernd Schmitt (* 1944) durch private Schutzdienstleistungen für bekannte Neonazis wie Ernst Zündel und Meinolf Schönborn eines hohen Ansehens in der rechten Szene erfreute. In der Konsequenz wurde „Hak Pao“ von zahlreichen Mitgliedern der Republikaner, der FAP, der Nationalistischen Front bzw. „Bergischen Front“ und anderer rechtsradikaler Kreise frequentiert. Auch der ehemalige Generalmajor der Wehrmacht Otto Ernst Remer war als passives Mitglied in Schmitts Kampfschule registriert.
Obgleich Schmitt bereits seit 1992 unter Beobachtung des Bundeskriminalamts stand und die nach dem Brandanschlag aufgestellte Sonderkommission unmittelbar eine Verbindung zu „Hak Pao“ vermutete, wurde die Spur nicht weiter verfolgt. Es stellte sich heraus, dass Schmitt seit etwa 1990 als V-Mann für das nordrhein-westfälische Innenministerium tätig gewesen war. Er hatte sich aus finanziellen Nöten freiwillig zur Mitarbeit angeboten.
Nach dem Bekanntwerden dieser Erkenntnisse geriet die Rolle des Verfassungsschutzes im Kontext des Brandanschlags in den medialen Fokus. Medienvertreter des Spiegel spekulierten, das Innenministerium habe von den Plänen des Brandanschlags wissen müssen; indes habe das Ministerium durch das Dienstverhältnis mit Kampflehrer Schmitt womöglich den Aufbau eines Radikalisierungsraumes unterstützt und sei so für den Brandanschlag mitverantwortlich. Ebenso lag dem Spiegel ein vorangegangenes Papier aus Kreisen des Innenministeriums vor, welches die Gründung eines Kampfkunstverbandes als Beobachtungsobjekt konzipiert – dort ist auch Schmitt als Leiter namentlich genannt. Der nordrhein-westfälische Innenminister Herbert Schnoor (SPD) erklärte, nachdem er mit Schmitts Tätigkeit als V-Mann konfrontiert worden war: „Prinzipiell rede ich nicht über die Identität von V-Leuten. […] Wenn das so ist, wäre das eine Bombe. Aber ich sage nicht, dass es so ist.“

## Überlebende der Familie Genç

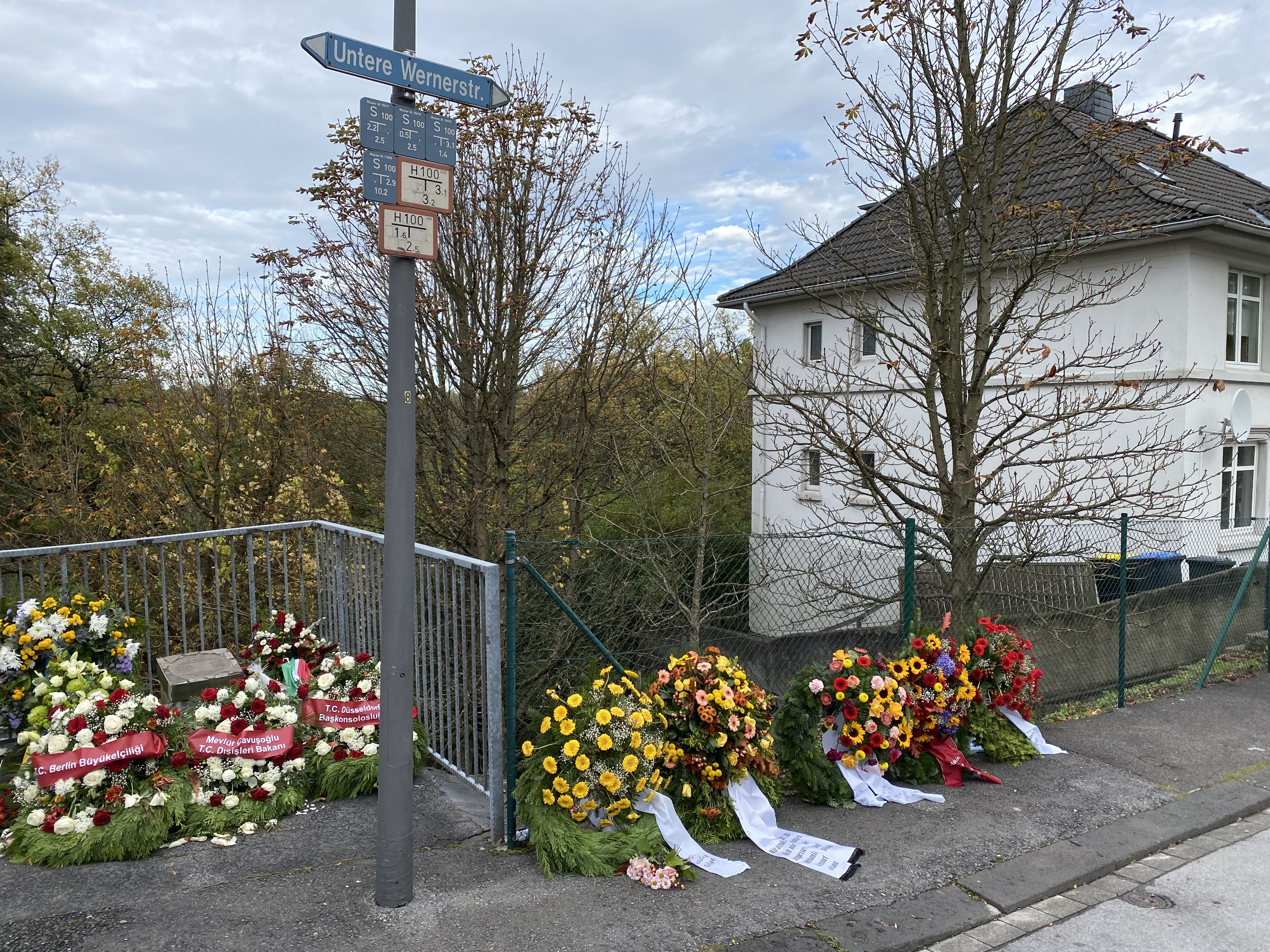
Gedenken an Mevlüde Genç (November 2022)

Familie Genç bewohnt heute ein mit Versicherungs- und Spendengeldern finanziertes Haus, das mit Überwachungskameras ausgestattet ist. Einigen Familienangehörigen wurde es ermöglicht, Jobs bei der Stadt anzunehmen. Die Überlebenden leiden bis heute unter den Folgen der Tat und haben Angst vor weiteren Übergriffen. Psychologische und medizinische Betreuung ist nach wie vor nötig.
Die Mutter, Großmutter und Tante der Opfer, Mevlüde Genç (1943–2022), bemühte sich in den Jahren nach den Morden immer wieder um die Versöhnung zwischen der Bevölkerung Solingens und ihrer Familie beziehungsweise der türkischstämmigen Bevölkerung in der Stadt. Mevlüde Genç, die 1995 – gemeinsam mit ihrem Ehemann – die deutsche Staatsangehörigkeit annahm, wurde dafür das Bundesverdienstkreuz verliehen.
In Bezug auf die Ermittlungen zu den Morden des NSU an Migranten bekundete Mevlüde Genç ihr Vertrauen zum deutschen Staat.

## Mahnmal

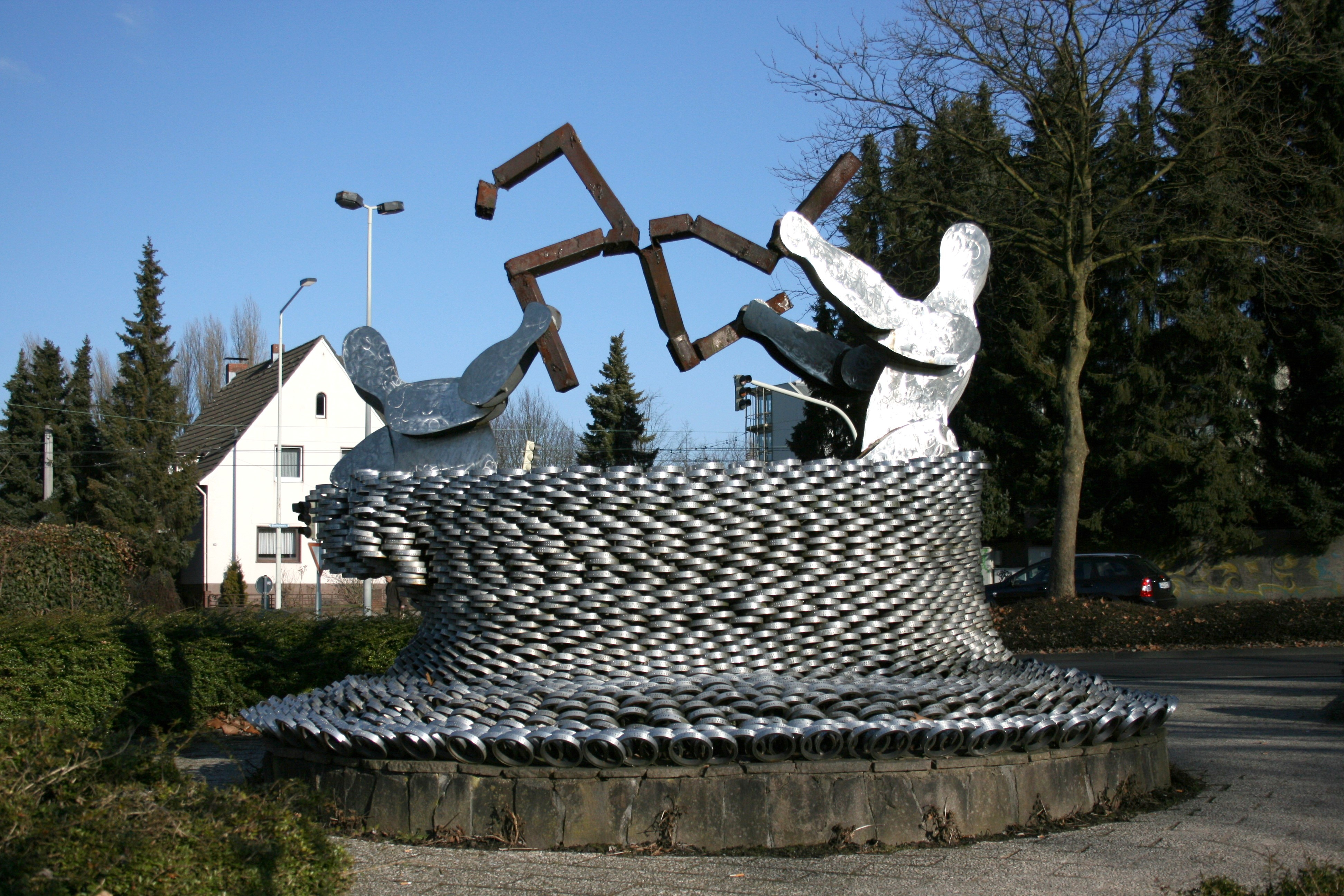
Das Mahnmal Solinger Bürger und Bürgerinnen

Ursprünglich war der Familie Genç versprochen worden, dass im Zentrum der Stadt ein Platz gefunden wird, um der fünf Ermordeten zu gedenken. Dies wurde auch mit einem Ratsbeschluss am 3. März 1994 bekräftigt. Das Mahnmal wurde später jedoch 2,5 Kilometer außerhalb des Zentrums auf dem Gelände des Mildred-Scheel-Berufskollegs, das Hatice Genç besucht hatte, errichtet und am 29. Mai 1994, dem ersten Jahrestag des Anschlags,  im Beisein von 10.000 Menschen eingeweiht. Begründet wurde der Ort des Mahnmals damit, dass ein Mahnmal den sozialen Frieden in der Stadtmitte nicht gefährden solle.
Initiiert wurde das Mahnmal von Heinz Siering, dem Leiter der Solinger Jugendhilfe-Werkstatt. Gestaltet wurde es nach einem Entwurf der Künstlerin und Kunsttherapeutin Sabine Mertens: Zwei große Metallfiguren – ein symbolisches Elternpaar – umrahmt von einem Wall aus handgroßen Metallringen, zerreißen ein Hakenkreuz. Jeder Ring – inzwischen sind es mehr als 5.000 – trägt einen Namen. Bei der Einweihung wurden die ersten fünf Ringe durch die Menge gegeben, sie trugen die Namen der fünf ermordeten Frauen und Kinder. 

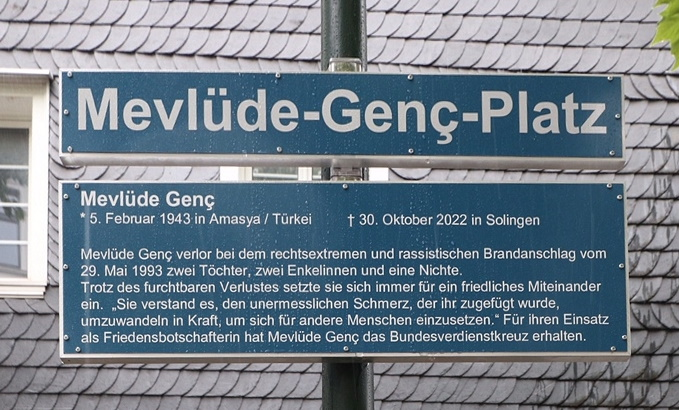
Der Mevlüde-Genç-Platz in Solingen

Im September 2012 wurde in der Solinger Innenstadt ein Platz in direkter Nachbarschaft des Solinger Rathauses nach der Heimatstadt der Familie Genç Mercimek-Platz, benannt. Nach dem Tod von Mevlüde Genç wurde der Platz zum 30. Jahrestag des Anschlags am 28. Mai 2023 in Mevlüde-Genç-Platz umbenannt. Außerdem wurden fünf Gedenk-Stelen mit den Porträts der Ermordeten errichtet.
Das Mahnmal an der Beethovenstraße 225 wurde auf Antrag der Jugendhilfewerkstatt nach Ratsbeschluss im März 2023 in die Solinger Denkmalliste eingetragen.

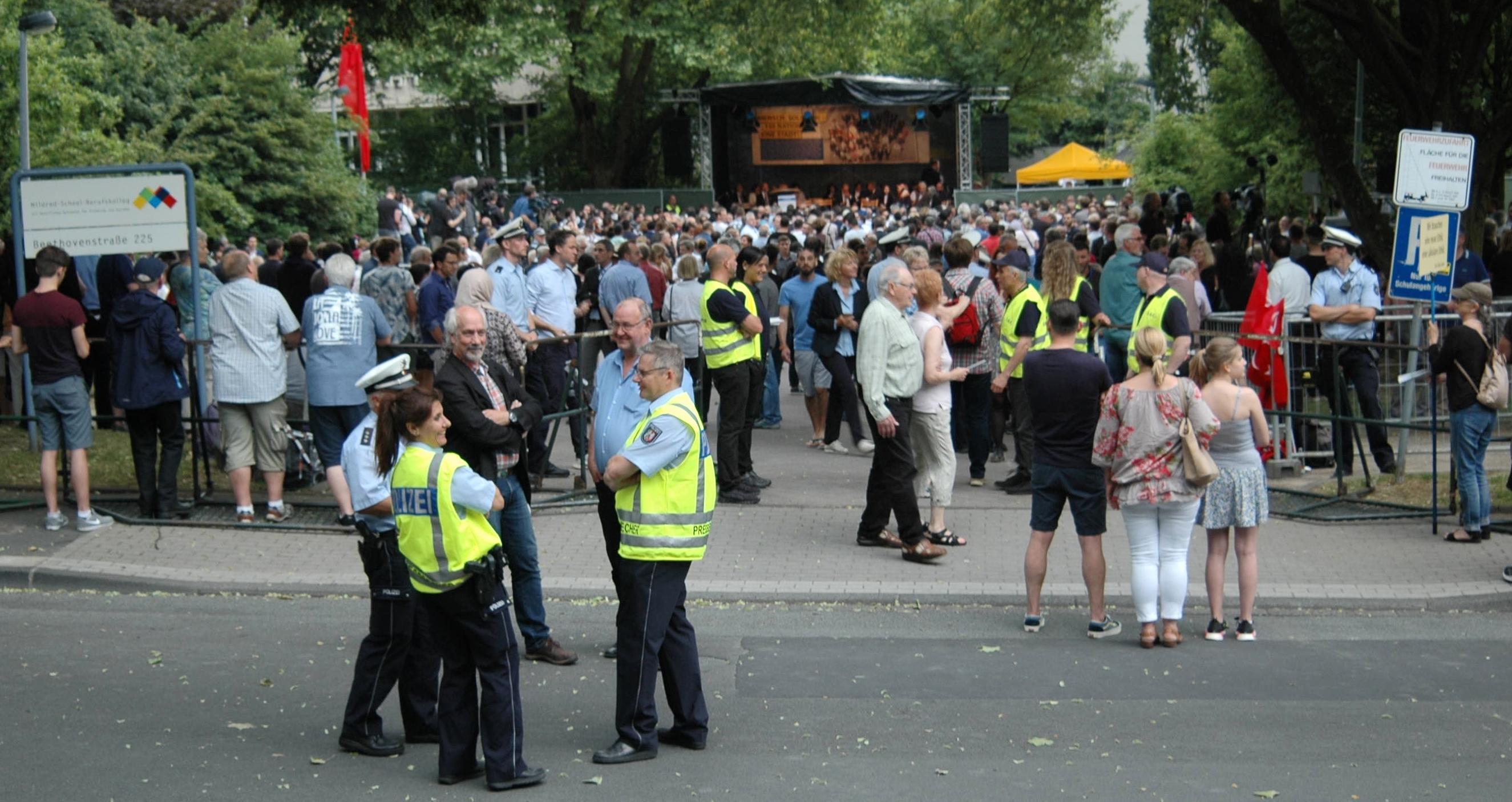
Bühne der Gedenkveranstaltung am 25. Jahrestag des Solinger Brandanschlags
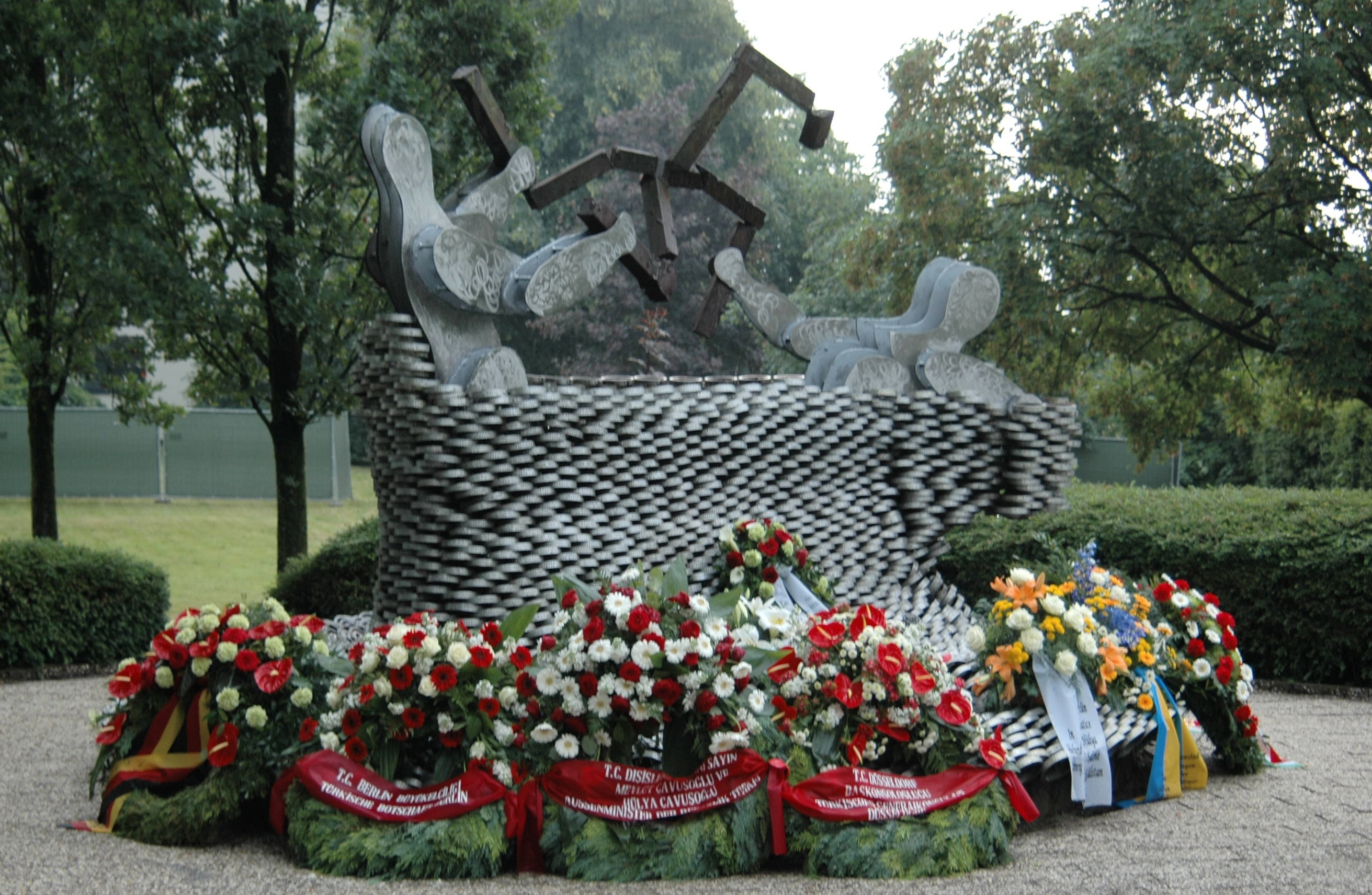
Mahnmal mit Blumenschmuck am 25. Jahrestag des Solinger Brandanschlags

## Dokumentarfilme, Rundfunkberichte und Reportagen
- STRG F: V-Mann packt aus: 10 Jahre Freunde bespitzelt (ab 0:16:25) auf YouTube, 19. April 2022 (Laufzeit: 31:12 min).
- Der Spiegel: 25 Jahre Brandanschlag in Solingen: „Ich sah, wie die Flammen loderten“ auf YouTube, 29. Mai 2018 (Laufzeit: 7:55 min).
- Der Spiegel: Vor 20 Jahren: Der V-Mann von Solingen auf YouTube, 13. Juli 2014 (Laufzeit: 7:40 min).
- Yvonne Dobrodziej: Der Solinger Brandanschlag – 10 Jahre danach. Dokumentarfilm
- Pagonis Pagonakis, Eva Schötteldreier, Charlotte Schwalb: Alle sind noch da, nur die Toten nicht – 20 Jahre nach dem Brandanschlag in Solingen. Video (WDR-Archiv)
- Mirza Odabaşı: 93/13 – 20 Jahre nach Solingen auf YouTube, 6. Juli 2013 (Laufzeit: 33:24 min).
- ARD-Brennpunkt: https://m.youtube.com/watch?v=1yaFl9aEDDk erpresste Geständnisse?
- Peter Krüger, Martina Morawitz: ZDF, Kennzeichen D, https://m.youtube.com/watch?v=ocq4oihUCyoSolingen 120 Tage nach dem Brandanschlag.
- Michael Heuer: ZDF Frontal, „Haftprüfung“[30]
- Tagesthemen 13. Oktober 1995 zum Solinger Urteil Video (Youtube)
- Deine Strasse, Kurzfilm von Güzin Kar (2020)

## Hörspiel
- Özlem Özgül Dündar: türken, feuer. Regie: Claudia Johann Leist, Komposition: Schneider TM (WDR) ausgezeichnet als Hörspiel des Jahres 2020.[31]

## Musik
- Erwähnung im Track Stift her der Beginner (2003)
- Solingen… Willkommen im Jahr IV nach der Wiedervereinigung von Anarchist Academy (1994)
- Das bißchen Totschlag von Die Goldenen Zitronen (1994)